# 전포초등학교
전포초등학교는 대한민국 부산광역시 부산진구 전포동에 있는 공립 초등학교이다.

## 학교 연혁
- 1956년 4월 1일 전포국민학교 개교
- 1996년 3월 1일 전포유치원 분리
- 1996년 3월 1일 전포초등학교 교명 변경
- 2011년 3월 1일 제20대 권해성 교장 취임

## 참고 자료
- 전포초등학교 - 한국교육학술정보원 학교알리미